# Buławnik
Buławnik (Cephalanthera Rich.) – rodzaj roślin należący do rodziny storczykowatych (Orchidaceae). Obejmuje 19 gatunków. Zasięg rodzaju obejmuje Eurazję, północno-zachodnią Afrykę i zachodnią Amerykę Północną. W Polsce występują trzy gatunki. Rośliny te zasiedlają zwykle żyzne lasy liściaste, rzadziej rosną na łąkach, preferują gleby wapienne.

## Rozmieszczenie geograficzne
Przedstawiciele rodzaju występują niemal w całej Europie (brak ich na dalekiej północy) – na tym kontynencie rośnie 5 gatunków, w północno-zachodniej Afryce (od Maroka po Tunezję), w Azji od Bliskiego Wschodu i Uralu po Japonię, ale bez dalekiej północy i strefy tropikalnej (w Chinach obecnych jest 9 gatunków z czego cztery to endemity tego kraju). Jeden gatunek (Cephalanthera austiniae) rośnie w zachodniej Ameryce Północnej od Kolumbii Brytyjskiej po Kalifornię.
Gatunki flory Polski
- buławnik czerwony Cephalanthera rubra (L.) Rich.
- buławnik mieczolistny Cephalanthera longifolia (L.) Fritsch
- buławnik wielkokwiatowy Cephalanthera damasonium (Mill.) Druce

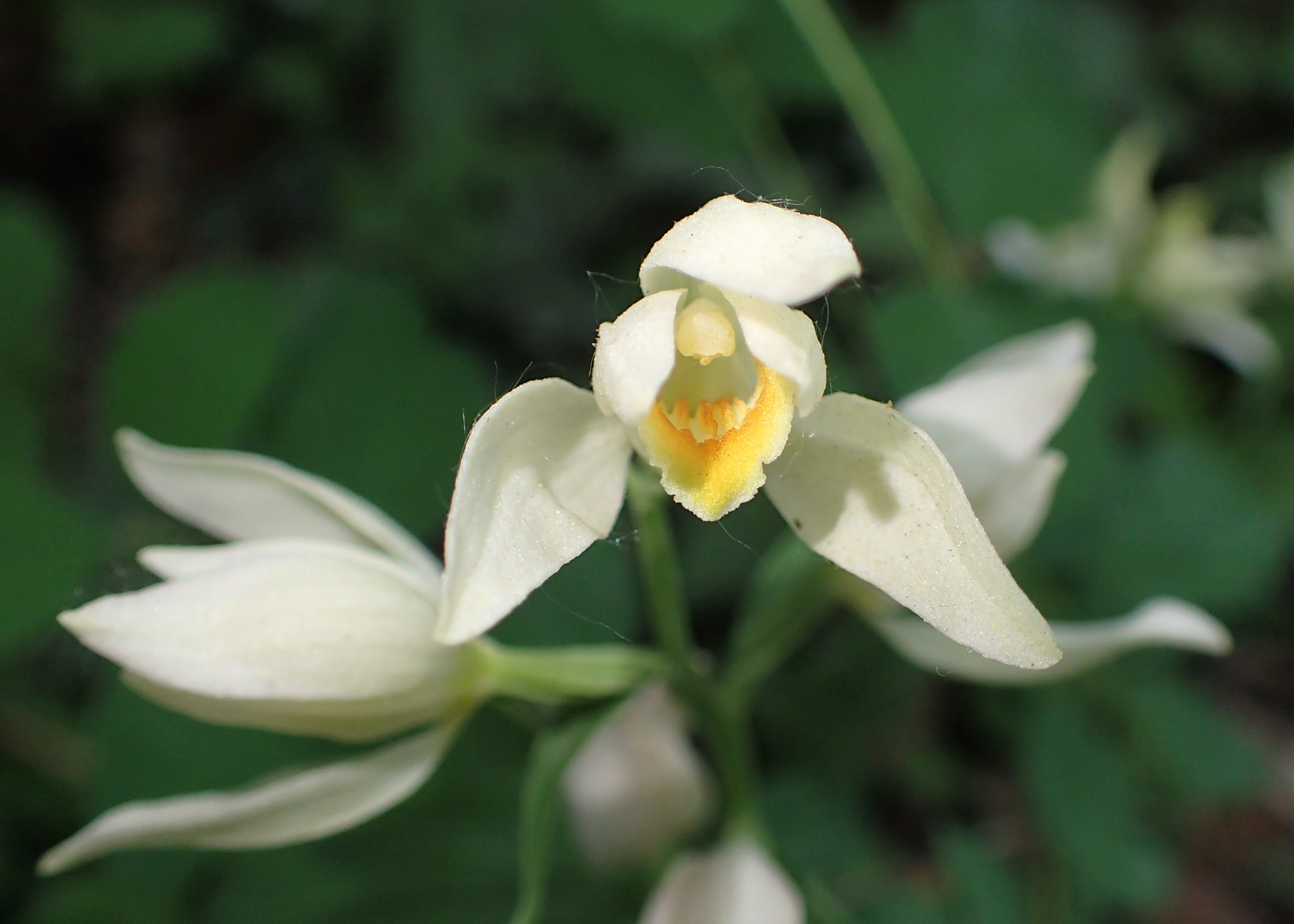
Buławnik wielkokwiatowy
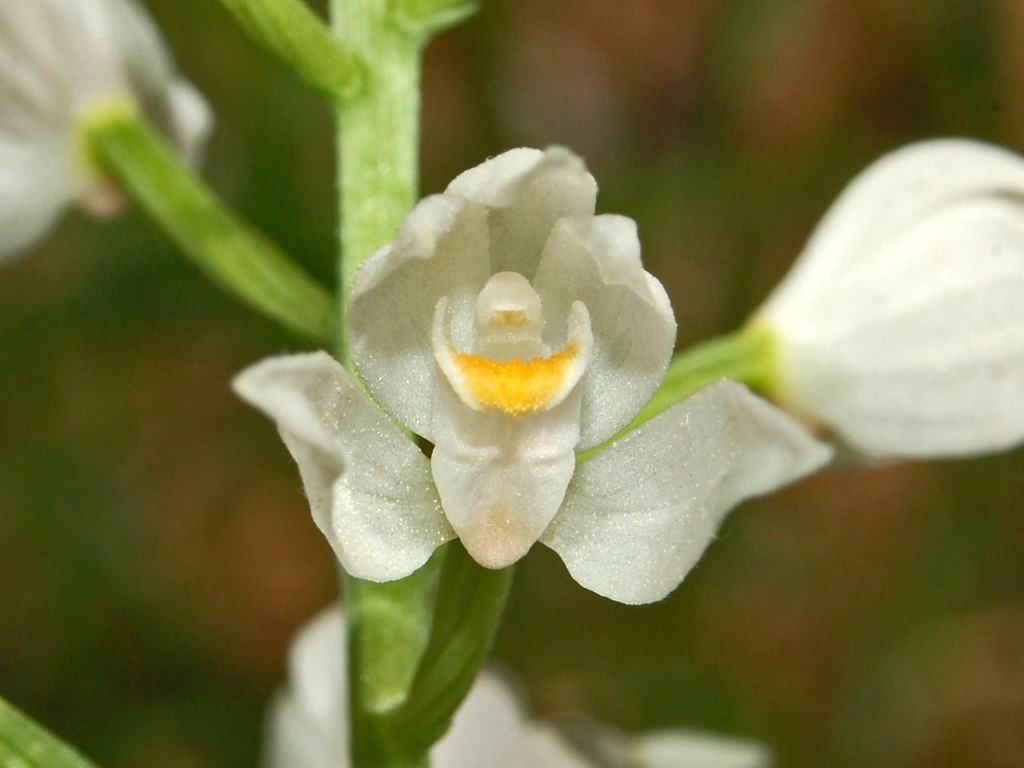
Buławnik mieczolistny
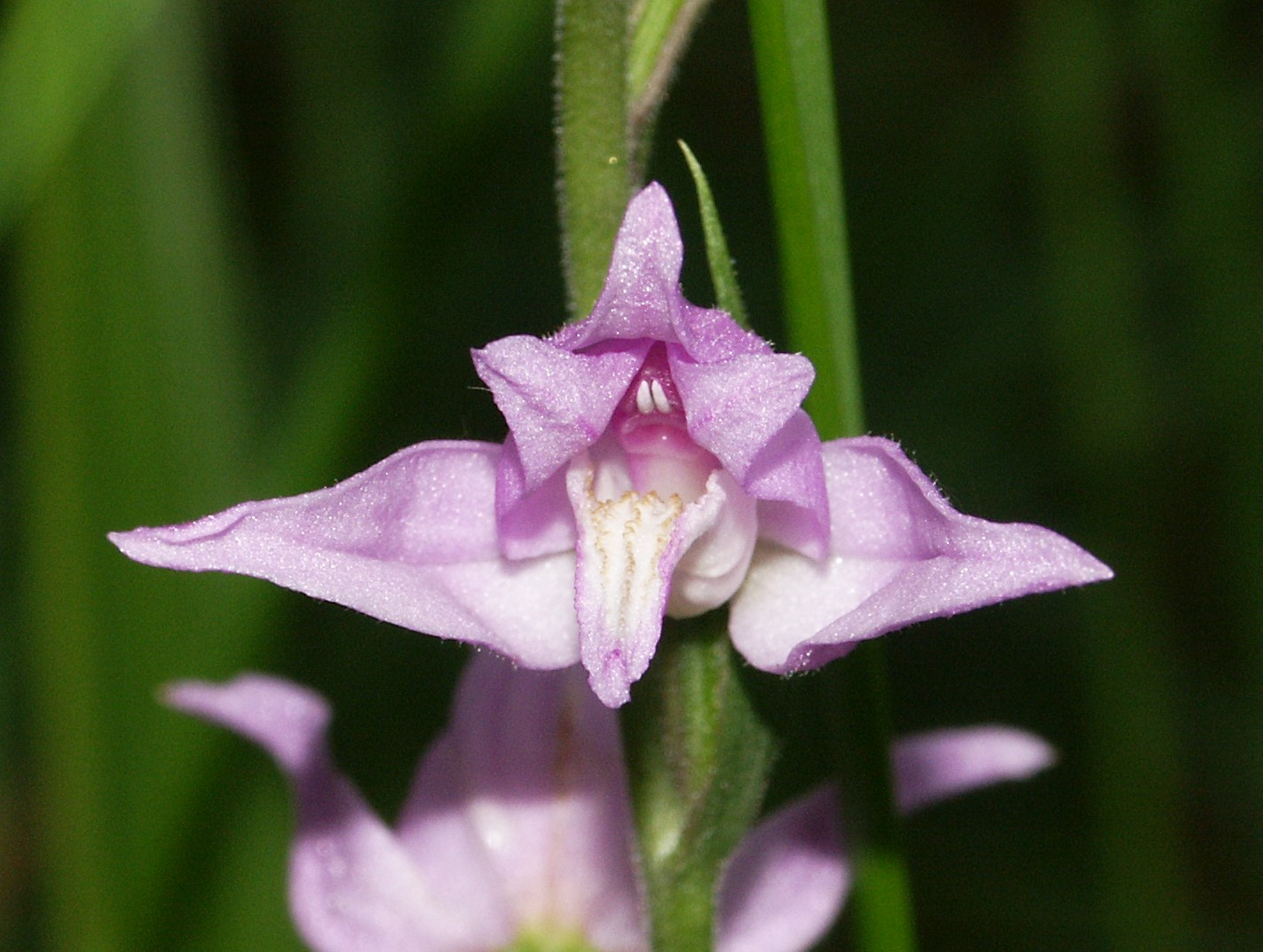
Buławnik czerwony

## Morfologia
PokrójRośliny zielne, z podłużnym kłączem rosnącym poziomo lub pionowo, zwykle z gęsto wyrastającymi z niego w pęczkach korzeniami przybyszowymi, nitkowatymi, nieco mięsistymi. Pędy zielone lub bezzieleniowe u gatunków mykoheterotroficznych – C. austiniae, C. gracilis i C. calcarata. Łodygi prosto wzniesione, rzadziej pokładające się, nierozgałęzione.
LiściePłaskie, ułożone na pędzie spiralnie lub naprzemianlegle. Z pochwiastymi nasadami, u gatunków mykoheterotroficznych zredukowane do błoniastych pochew.
KwiatyDość duże, białe lub czerwone, zebrane w niezbyt gęste, groniaste kwiatostany szczytowe. Zalążnia siedząca, skręcona u nasady. Listki okwiatu często stulone. Warżka podzielona na dwie części z ruchomym połączeniem. Część nasadowa ma kształt rynienkowaty i zaopatrzona jest w krótką ostrogę. Część szczytowa warżki jest trójkątna lub sercowata, pokryta jest drobnymi włoskami. Prętosłup jajowaty, ze znamieniem kubeczkowatym.
OwoceWzniesione torebki.

## Systematyka
Pozycja systematyczna

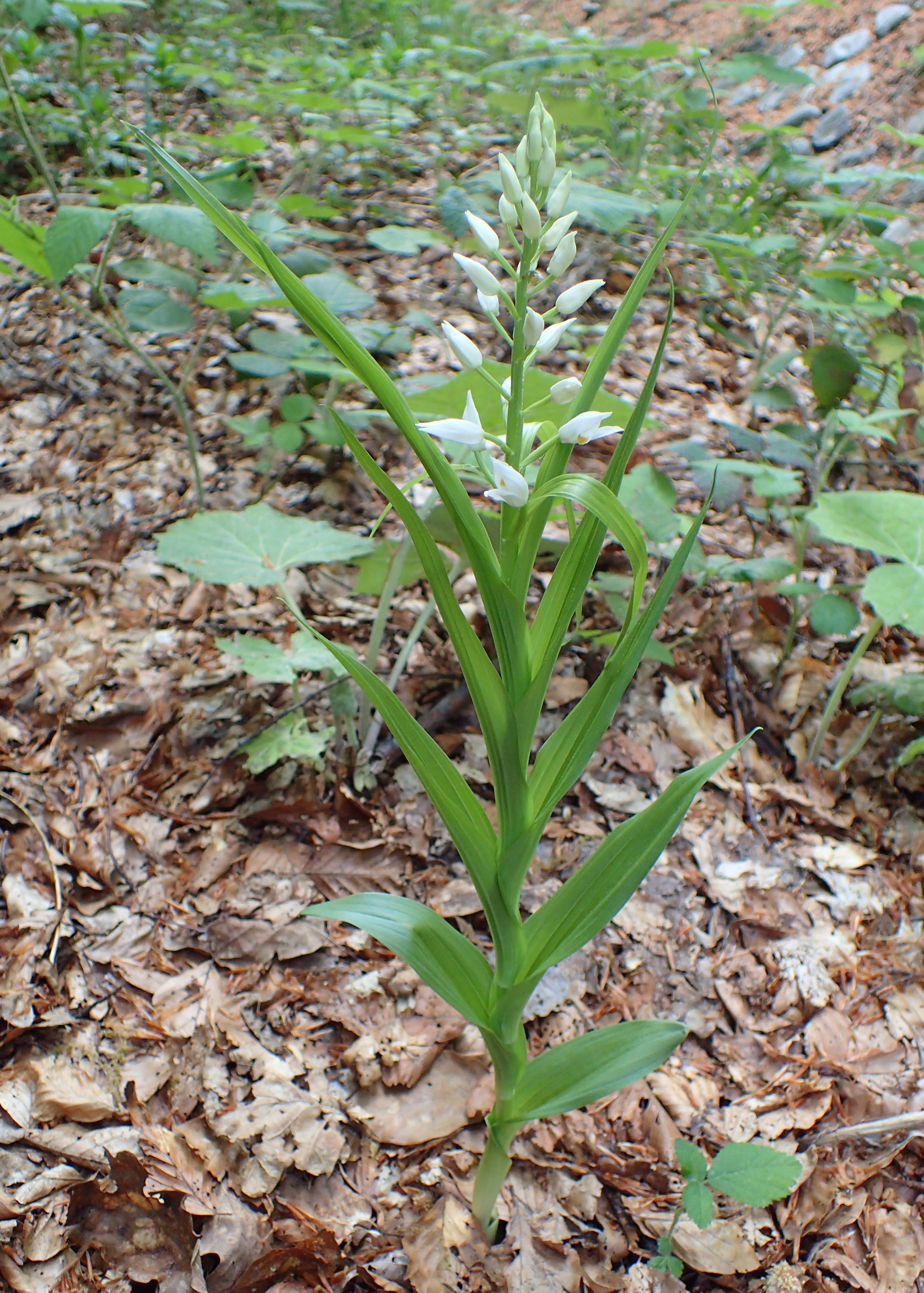
Buławnik mieczolistny

Jeden z rodzajów plemienia Neottieae w podrodzinie epidendronowych (Epidendroideae) z rodziny storczykowatych (Orchidaceae).
Wykaz gatunków
- Cephalanthera austiniae (A.Gray) A.Heller
- Cephalanthera calcarata S.C.Chen & K.Y.Lang
- Cephalanthera caucasica Kraenzl.
- Cephalanthera cucullata Boiss. & Heldr.
- Cephalanthera damasonium (Mill.) Druce – buławnik wielkokwiatowy
- Cephalanthera epipactoides Fisch. & C.A.Mey.
- Cephalanthera erecta (Thunb.) Blume
- Cephalanthera ericiflora Szlach. & Mytnik
- Cephalanthera exigua Seidenf.
- Cephalanthera falcata (Thunb.) Blume
- Cephalanthera gracilis S.C.Chen & G.H.Zhu
- Cephalanthera humilis X.H.Jin
- Cephalanthera kurdica Bornm. ex Kraenzl.
- Cephalanthera longibracteata Blume
- Cephalanthera longifolia (L.) Fritsch – buławnik mieczolistny
- Cephalanthera nanchuanica (S.C.Chen) X.H.Jin & X.G.Xiang
- Cephalanthera pusilla (Hook.f.) Seidenf.
- Cephalanthera rubra (L.) Rich. – buławnik czerwony
- Cephalanthera subaphylla Miyabe & Kudô

Wykaz hybryd
- Cephalanthera × mayeri (E.Mayer & Zimmerm.) A.Camus
- Cephalanthera × otto-hechtii G.Keller
- Cephalanthera × renzii B.Baumann, H.Baumann, R.Lorenz & Ruedi Peter
- Cephalanthera × schaberi H.Baumann
- Cephalanthera × schulzei E.G.Camus
- Cephalanthera × taubenheimii H.Baumann